# Міноносець

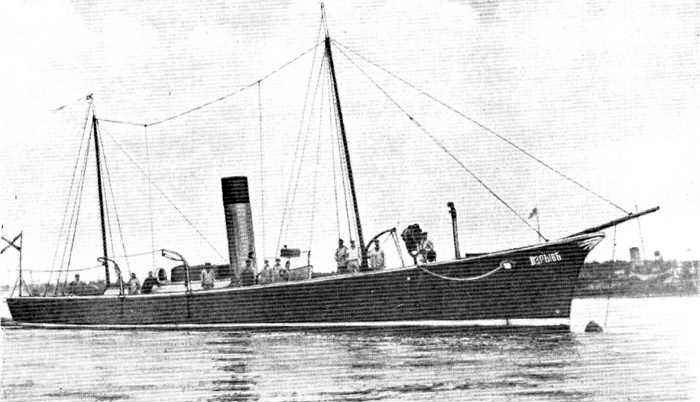
Міноносець «Взрив». Російський імператорський флот

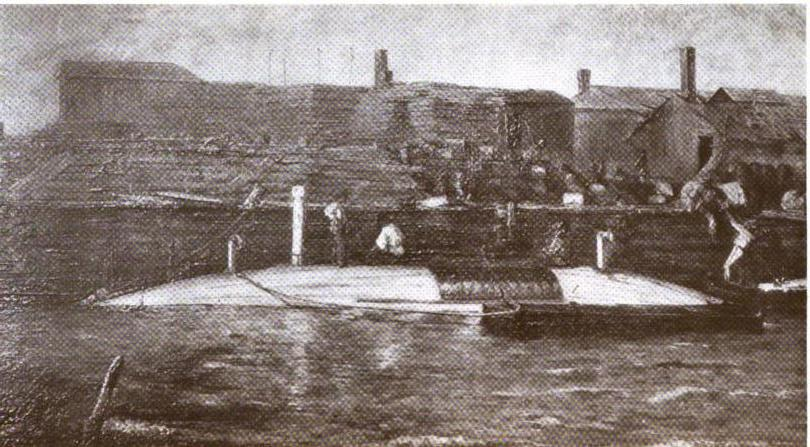
Міноносець конфедератів «Давід»

Міноно́сець — бойовий корабель, призначений для знищення кораблів противника торпедами.

## Історія
Прообразом міноносця з'явилися мінні катери з жердинними мінами, вперше застосовані в 1863 під час Громадянської війни в США. У Росії після вдалого використання мінних катерів на початку російсько-турецької війни 1877—78 були розроблені і побудовані під керівництвом віце-адмірала А. А. Попова 90 кораблів, названі міноносками. Вони мали водотоннажність 23—34 т, парову машину, озброювалися однотрубним торпедним апаратом або 1—2 жердинними мінами. Проте такі міноноски могли діяти лише в прибережних районах.
Перший російський мореплавний міноносець «Взрив», побудований в 1877 (водотоннажність 160 т, швидкість 14,5 вузла — майже 27 км/год.), був озброєний однотрубним торпедним апаратом. Подальший розвиток міноносців привів до створення кораблів з посиленим торпедним озброєнням і кораблів із збільшеним числом гармат підвищеного калібру — так званих міноносців-винищувачів, або контрміноносців.
Одночасно збільшувалася водотоннажність, підвищувалися мореплавні якості міноносця, швидкість до 26—30 вузлів (48,2— 55,6 км/год), удосконалювалося артилерійське і торпедне озброєння. Першим російським міноносцем-винищувачем був «Сокіл», спущений на воду в 1895. Його озброєння: 1 75-мм і 3 47-мм гармати і 2 однотрубних торпедних апарати.
Розвиток міноносців-винищувачів призвів до створення нового типу кораблів міноносців — мінних крейсерів, а потім і ескадрених міноносців, з появою яких (перед початком Першої світової війни) проектування і будівництво міноносців було припинене.